# Anastàsia (germana de Constantí)
Anastasia era la filla del Emperador Romà Constanci I Clor i Flavia Maximiana Teodora, i germanastre del Emperador Constantí I el Gran. Anastasia va ser associada amb una trama per assassinar el seu germà Constantí. Es va descobrir que el seu marit, Bassià, havia conspirat contra Constantí.